# 江西柳叶箬
江西柳叶箬（学名：Isachne nipponensis var. kiangsiensis）为禾本科柳叶箬属下的一个变种。

## 扩展阅读
- 維基物種上的相關：江西柳叶箬